# トリプル・ニプルス
トリプル・ニプルス（Trippple Nippples）は、日本のバンド。東京都を拠点に活動する。ライヴ・パフォーマンスには定評がある。ファレル・ウィリアムスから賛辞を受ける。2011年、ディーヴォの前座をつとめた。

## メンバー
- クレア・ニプル - ヴォーカル
- ユカ・ニプル - ヴォーカル
- ナベ・ニプル - ヴォーカル
- ジェームズ・マシェダー - ギター
- ジョセフ・ラモント - ベース
- エリオット・ハシウク - ドラム[9]

## ディスコグラフィ

### シングル
- Cavity（2009年1月28日）

### リミックス
- immi「Power Station (trippple nippples Remix)」（2009年）